# Rudolf Schock
Rudolf Johann Schock (Duisburgo, 4 de septiembre de 1915-Düren, 13 de noviembre de 1986) fue un tenor alemán.
Interpretó un amplio repertorio que incluía desde zarzuela hasta Lohengrin de Wagner. Además, grabó, entre otras muchas cosas, ópera y lieder, y realizó trabajos en televisión y radio.
Su voz podía clasificarse como la de un heldentenor, o «tenor heroico»; sin embargo, poseía un tono más bajo y apasionado que muchos de los que normalmente se incluyen en esta categoría. Con una inconfundible voz de barítono, Grove  describe a Schock como un «tenor lírico» con una voz cálida, flexible y «una de las más potentes», lo que le llevó a interpretar «papeles heroicos». Sin embargo, la misma fuente afirma que sus actuaciones dejaban mucho que desear.
Cuando tenía 18 años y todavía cursaba sus estudios musicales en lugares como Colonia, Hanóver y Berlín, Schock se unió al coro de la ópera de su ciudad natal. La Ópera Estatal de Braunschweig lo lanzó como solista en el año 1937, pero su carrera profesional sufrió un parón en 1940, cuando se alistó en el ejército. Retomó su vocación tras la guerra en 1945 en Hanóver. En 1946, Schock actuó con dos de las compañías de ópera con sede en Berlín y en 1947 se unió a la Ópera del Estado de Hamburgo, de la que fue miembro hasta 1956.
Schock fue uno de los primeros alemanes en cantar en la ópera de Covent Garden, en el año 1949. Interpretó los papeles de Rodolfo, Alfredo, Pinkerton y Tamino en su primera temporada. Desempeñó el papel protagonista de la ópera de Mozart Idomeneo en el Festival de Salzburgo y formó parte del estreno de Penélope  de Rolf Liebermann, y en el primer montaje de Lulú puesto en escena por la Ópera Estatal de Viena. Además, actuó en varias ocasiones el Festival Internacional de Edimburgo e interpretó el papel de Walther en Bayreuth en el año 1959.
En 1953, representó el papel de Richard Tauber en la película Du bist die Welt für mich y en La apasionante vida de Richard Tauber. A menudo, Schock era comparado con este gran tenor, y se hablaba de él como si fuera su sucesor. También se le consideraba como el cantante alemán de cine con más éxito de su generación.
Vendió más de tres millones de discos, y sus películas lo convirtieron en una gran estrella de la época. Algunas de las actuaciones más admirables incluyen la interpretación de Paul en Die Tote Stadt (La ciudad muerta), y sus papeles como protagonista en las óperas de Puccini.
Schock también estaba interesado en el desarrollo de cantantes más jóvenes, y para ello ejercía como jurado en concursos musicales. Tras descubrir a Karl Ridderbusch en uno de ellos, Schock financió parcialmente la fundación musical de «voces bajas».
Rudolf Schock continuó haciendo conciertos a sus sesenta años. A los 71 años murió de repente a causa de un ataque al corazón en Gürzenich, un barrio de la ciudad de Düren, que se había convertido en su hogar.